# Żołczów
Żołczów (ukr. Жовчів; 1961–1993 Kałyniwka, Калинівка) – wieś na Ukrainie w rejonie rohatyńskim obwodu iwanofrankiwskiego. 
W II Rzeczypospolitej wieś w powiecie rohatyńskim województwa stanisławowskiego.
W lutym 1944 r. nacjonaliści ukraińscy z OUN-UPA zamordowali tutaj 59 Polaków.